# Mossel Bay
Mossel Bay er en by i Vest-Kapprovinsen i Sydafrika. Byen har ca. 150.000 indbyggere og ligger på sydkysten, øst for Cape Town og vest for Knysna. Mossel Bay ligger ved Det indiske Ocean og er en del af Garden Route. Hovedvej N2 går gennem byen.
Den portugisiske søfarer og opdagelsesrejsende Bartolomeu Dias kom til stedet den 3. februar 1488, hvor han som den første hvide mand kunne konstatere, at Afrika havde en sydspids og dermed sandsynliggjorde, at der var en farbar søvej til Indien. Dias kaldte stedet Aguada de São Brás, men det blev senere omdøbt til Mosselbaai, der på afrikaans betyder Muslingebugten. Dette er så efterhånden blevet til det nuværende Mossel Bay. Byen opnåede købstadsrettigheder i 1852.

## Historie
Fund i klippehuler i området viser, at nomadestammer langt tilbage i tiden har haft deres gang på området. Den første kendte kontakt mellem de indfødte og de europæiske indvandrere skete i Mossel Bay i 1488. Det var et møde mellem Dias og den lokale stammehøvding på Santos Beach, den nuværende badestrand øst for byen. Mødet var fredeligt, og begge parter havde lyst til at handle og kommunikere.
Den første organiserede handel mellem hvide og indfødte var dog først på plads en halv snes år senere. I 1497 vides med sikkerhed, at Vasco da Gama lagde til for at handle her, og i de efterfølgende år blev Mossel Bay besøgt af de portugisiske skibe som en forsyningsbase på halvvejen mellem Europa og det fjerne østen.
Et stort gammelt træ kom til at fungere som 'posthus'. Det begyndte med, at den portugisiske skipper Pedro de Ataide i 1500 lagde et vigtigt brev i en sko, som han stillede under træet. Det blev snart almindeligt kendt, at vigtig post kunne anbringes her, hvorefter andre skibe kunne samle brevene op og befordre dem videre.
De første nybyggere erhvervede sig land i Mossel Bay i 1729, 77 år efter, at hollænderne havde grundlagt Cape Town.